# Urbana sistem
Urbana sistem poznat još i kao URBANA,
moderni je stil samoobrane sastavljen od najefikasnijih elemenata različitih borilačkih vještina (Ju-Jitsu, Aiki Jutsu, Wing Chun, Arnis). Osnovao ga je Sensei Miro Zdunić, stručnjak sa skoro 40 godina staža u borilačkim vještinama. Naglasak ovog stila samoobrane je na brzini i fleksibilnosti, uz izbjegavanje suvišnih pokreta, a zahvati su kratki i jednostavni. Izbjegava se korištenje snage, tzv. "sudaranje energije".

## Nastanak
Nakon četrdesetak godina bavljenja različitim borilačkim vještinama (Karate, Wing Chun, Tae Kwon Do, Boks, Aikido, Ju-Jitsu, Aiki Jutsu, Arnis)  Sensei Miro Zdunić, 3. Dan Ju-Jitsu, 2. Dan Aiki Jutsu, Arnis instruktor 2004. godine u Hrvatskoj osniva vlastiti stil samoobrane i naziva ga URBANA sistem. Cilj ovog sistema samoobrane je rješavanje sukoba na način da napadnuti iz njega iziđe nepovrijeđen, ili sa što manjom povredom.
Sensei Zdunić je u listopadu 2004. godine kao instruktor pozvan u Veliku Britaniju na veliki međunarodni seminar borilačkih vještina. Obzirom na prikazanu vještinu priznat je kao majstor i uvršten na listu internacionalnih instruktora, a URBANA je priznata kao zaseban stil samoobrane. Odmah potom URBANA je primljena u Ishin Ryu Federaciju, a novi stil potvrđuje njen predsjednik, Kevin Pell Hanshi, 9. Dan.
Sljedećih godina URBANA se pomalo širi van granica Zagreba, te se osnivaju klubovi i u Jastrebarskom, Rijeci, Dubrovniku i Zadru.
Danas URBANA sistem ima 6 klubova u ovim gradovima.
2009. godine osniva se i Hrvatski URBANA savez, kao krovna udruga svih klubova koji podučavaju ovaj moderan stil samoobrane.
Prvi predsjednik saveza je Sensei Miro Zdunić, osnivač i glavni instruktor URBANA sistema.

## Tehnike
U osnovi URBANA je sistem sastavljen od nekoliko borilačkih vještina, s naglaskom na Ju-Jitsu, Wing Chun, Aiki Jutsu i Arnis. Od ovih borilačkih vještina odabrane su samo najrealnije tehnike i uvrštene u URBANA sistem. Obilježje sistema su brze i kratke tehnike bez nepotrebnih kretnji i teatralnosti, čiji je cilj, kada su upotrebljene pravilno, ne ostaviti mogućnost reagiranja napadaču na njih.
URBANA kao stil samoobrane ima za cilj onesposobiti napadača što je brže moguće, koristeći sva raspoloživa sredstva da bi osigurali svoju sigurnost.
Najčešće korištena "oružja" su laktovi, koljena, poluge i bacanja, koja ne koriste snagu već brzinu i iznenađenje kao sredstva savladavanja protivnika koji su obično jači i veći od osobe koja se brani.

### Oružje
Tehnike s oružjem baziraju se na filipinskoj vještini Arnis, vještini borbe štapom (ili štapovima), oštrim oružjem (nož), te bez oružja na svim distancama.
Borba oružjem uključuje 3 metode: espada y daga (mač i nož – dakle duga i kratka oštrica), solo baston (jedan štap) i sinawali (2 štapa jednake dužine).
Tehnike bez oružja se sastoje od udaraca rukama i nogama, poluga i bacanja. No prvo se uči borba štapom, a tek potom nožem i golim rukama, što je jedna od karakteristika koja Arnis razlikuje od drugih borilačkih vještina. Naime, tehnike golim rukama su izvedene iz tehnika borbe nožem i štapom.

## Međunarodna priznanja
Odmah po svom nastanku 2004. godine URBANA sistem predstavljen je na velikom međunarodnom seminaru borilačkih vještina - Shochu Geiko, u Veliko Britaniji, gdje je priznat kao zaseban stil samoobrane te uvršten kao član u međunarodnu Ishin Ryu Federaciju (član IJJF).
Od tada redovno se podučava na tom tradicionalnom međunarodnom seminaru borilačkih vještina, a u međuvremenu prezentirana je i u susjednim zemljama (Slovenija i Bosna i Hercegovina). Nakon Engleske stil je predstavljen i na velikom međunarodnom seminaru u Švicarskoj (Kan Geiko 2010.).
Sensei Zdunić u ožujku 2005. godine postao je članom u međunarodnoj udruzi majstora borilačkih vještina te uz svoje ime sada može dodati kraticu "M.G.R.Y." - Member of the Guild of Renmei Yudansha.

## Klubovi
U Hrvatskoj djeluje 6 klubova URBANA sistema:
- URBANA Baracuda, Rijeka
- URBANA Blok, Zagreb
- URBANA Centar, Zagreb
- URBANA Jastebarsko, Jastrebarsko
- URBANA Libertas, Dubrovnik
- URBANA Zagreb, Zagreb

## Vanjske poveznice
- Hrvatski URBANA savez  Arhivirana inačica izvorne stranice od 12. svibnja 2010. (Wayback Machine)
- Ishin Ryu Federacija
- O osnivaču URBANE  Arhivirana inačica izvorne stranice od 10. svibnja 2010. (Wayback Machine)
- Ishin Ryu profil osnivača URBANE  Arhivirana inačica izvorne stranice od 15. svibnja 2008. (Wayback Machine)
- Članak u Glasu javnosti  Arhivirana inačica izvorne stranice od 4. ožujka 2016. (Wayback Machine)
- Članak u Zadarskom listu